# 鵜飼吉左衛門
鵜飼 吉左衛門（うがい きちざえもん）は、江戸時代末期（幕末）の水戸藩士。

## 家系
遠祖は甲賀流忍者といわれ、室町幕府9代将軍・足利義尚を斃した「鈎の陣」の甲賀二十一家に鵜飼駿河守の名がある。また、徳川家康の三河国平定で鵜殿氏長攻略の城攻めの際にも功があった。家康の江戸入府にあたっては、三河の地に残り帰農する。水戸徳川家には二代目藩主・徳川光圀の代に垂加神道学者鵜飼石斎の息子として鵜飼錬斎・鵜飼称斎兄弟が登用されてともに彰考館に入り、錬斎は同館総裁を務め、以後代々『大日本史』編纂事業に携わった。総裁就任中に錬斎が急死した際、称斎に同館総裁職就任への要請があったが、大日本史編纂作業が遅滞することを慮って辞退し、安積覚兵衛にその職を譲った。

## 生涯
寛政10年2月12日（1798年3月28日）、尾張国中島郡小信中島村（現一宮市）頓聴寺住職・鵜飼真教の次男として生まれ、後に水戸藩士で叔父の鵜飼知盛の養子になった。幼名は菊三郎。弓道、槍術に秀でる。
水戸藩主・徳川斉昭に仕え、『大日本史』編纂に従事する。吉子女王の降嫁に際して、附として堂上廷臣への周旋を謀る。弘化元年（1844年）、幕命により斉昭に隠居・謹慎命令が下ると、参議橋本実麗に斉昭の宥免を訴える書を呈するなど、京都にてその復帰運動に奔走したために処罰される。嘉永6年（1853年）、斉昭の幕政参与に伴い吉左衛門も藩政に復帰し、水戸藩京都留守居役に就任して京都近辺の寺社を巡り史料の収集に努める傍ら、京都における各藩の情勢を探りながら堂上廷臣と接触するなど尊王攘夷運動に励む。
将軍継嗣問題では一橋派につき、安政4年に当時の水戸藩京都工作の中心人物だった水戸藩勘定奉行・郡奉行石川徳五郎が不審死した後は、石川に替わって吉左衛門が水戸藩京都工作の中心となり、安政5年に入ると、斉昭の命を受け上京した水戸藩家老・安島帯刀、同藩奥右筆茅根伊予之介、同藩勘定奉行鮎沢伊太夫らと共に、老中堀田正睦からの日米修好通商条約締結勅許打診に反対して廷臣八十八卿列参事件を画策するなど、徳川慶喜の擁立を図る。
時の孝明天皇からの戊午の密勅降下に際しては、持病の悪化のため、それを子の幸吉に託して江戸小石川の水戸藩邸にあった徳川慶篤のもとに運ばせた。
後に、幕府を介さず直接水戸藩に下されたこの密勅の形式が問題となり、大老・井伊直弼から京都方面の勤皇派弾圧の密命（表向きは安政五カ国条約勅許の裁下奏請）を受けた老中・間部詮勝が上京した9月17日に、井伊直弼の懐刀・長野主膳からの醒ヶ井宿での入れ知恵もあり、即刻京都西町奉行所に呼び出しとなり、出頭したところ、幸吉とともに捕縛される。
捕縛直前に、吉左衛門が京都方面の飛脚の元締め・大黒屋に預けた水戸藩家老・安島帯刀宛の密書が、捕縛後に長野主膳の手に落ち（原書は見つかっていない。長野から井伊へ宛てた書簡に記載があるのみ）、西郷隆盛・伊地知正治らによる京都・伏見における薩摩藩兵250人の挙兵・彦根城襲撃計画（一発斬り込み物を致せば、赤鬼は逃散すべし、とある)が明らかとなり、安政の大獄における朝廷弾圧・在京の各藩藩士以上クラスの志士捕縛の引き鉄となる。
ただし、捕縛直前の9月2日に吉左衛門から茅根伊予介に宛てた密書「玉葉」によると、吉左衛門自身は薩摩藩からの京都出兵について、水戸藩の名折れと考えていた節が見られ、また安島宛の密書に記載のある9月16日時点で、西郷は僧月照を伴い鹿児島に向けて既に京都を出奔した後であり、西郷・月照の出奔に際しては、吉左衛門自身が大阪にある鵜飼家所縁の寺を一時避難所として提供することを申し出ており、西郷が既に京都にいないことを知っていたはずであること、また当時上京したばかりの薩摩藩士有馬新七に手紙を出し、本来ならば真先に面会すべきところだが、間部老中上京の時節柄、表立った行動は自重して手紙のみの挨拶とさせて欲しい旨伝えていることなどから、この安島宛の密書が本当に吉左衛門が記したものなのか、信憑性が問われる。当時、未遂に終わった島津斉彬挙兵計画の跡を受けて、水戸藩、薩摩藩、越前藩、尾張藩が合同して京都で挙兵して朝廷を守護する、といった風説があり、単にそのことを記しただけとも考えられる。
実際のところは、9月14日付け吉左衛門から月照宛ておよび15日付け吉左衛門から日下部伊三次宛て密書によれば、9月14日夜半に幸吉から右大臣鷹司輔熙に、大老か御三家当主を京都まで説明に来させるための綸旨を出すよう請願に赴いたところ、鷹司右大臣から、「老中間部詮勝の入京が近づいている時節柄、現況打破のために江戸表で大老への斬り込みものでもあれば、綸旨を出すこともできるのだが」と言われた程度で、後の桜田事変につながる計画の萌芽は見られるものの、長野の手紙にあるような、伏見挙兵彦根藩襲撃計画ではなかったことがわかる。
また、吉左衛門の自宅に保管されていた斉昭から吉左衛門に宛てた条約勅許阻止計画に関する密書等も押収された。
捕縛後、吉左衛門は六角獄舎に繋がれ、石抱三枚の刑等の苛烈な拷問を受け、歩行もままならぬ状態であったという。
同年12月5日に江戸送致後、三田藩預かりとなり、安政6年8月27日（1859年9月23日）未明に安島帯刀や水戸藩奥右筆・茅根伊予之介、子の幸吉と共に伝馬町の獄舎内にて死罪に処された。享年62（満61歳没）。
なお、死に臨み、吉左衛門は幕吏に「一死もとより覚悟の上。唯心に掛かるは主君（徳川斉昭）の安危なり」と尋ね、恙無きやを知ると、従容として死に就いたという。
擬律によると、鵜飼父子の罪は、安永元年に豊臣秀頼の子孫を騙り大坂町奉行に直訴した町人・細川恰が、本人の病死後に死体を塩漬けにした上で磔刑に処されたことを先例としつつ（世情騒乱の罪)、その動機が主家のためを思ってのことであったため、罪一等を減じて、吉左衛門を斬罪、幸吉は然し勅諚降下後に主命を矯めて水戸藩宛て綸旨降下奏請をしたため、獄門に処することとした、とある。一方、「仕置例類集 古類集 甲類第一冊」には「御取計之部 御褒美之類 1 浪人細川恰儀、不敬之雑談いたし候ものを訴人いたし候ニ付、御褒美之儀評議(大坂町奉行伺、安永二年八月)」(世情騒乱計画の密告)とあり、擬律と一致しない。また、安永元年は11月16日からの2ヶ月足らずしかなく、この年における仕置の記録自体が殆ど存在しない。このことからも、安政の大獄における審議に対して著しい政治介入があり、判決根拠すら事実を歪曲して行われた様子が窺える。
長子・亀蔵（信義）は茅根伊予之介とともに藩校弘道館にて教鞭を執るも早世。三男・喜三郎（知彰）、四男・伝四郎（信敏）は大獄に連座するも、捕縛当時、ともに幼少のため中追放となり、その後土佐藩士・平井収二郎の周旋もあり和宮降嫁時に恩赦となった。伝四郎は維新後、司法省に入り法務官を務めた。
鵜飼父子の遺骸は、その家僕が乞食に変装して刑場に忍び込み、郷里に持ち帰ったと伝えられている。
死後、父子ともに和宮降嫁時に赦免となる。
墓所は茨城県水戸市・常磐共有墓地、東京都荒川区南千住・回向院、京都市・長楽寺、同市・徳円寺。位階は贈従四位（1891年）。靖国神社合祀。

## 歌
楠公の墓前にて詠める
湊川 名に立花の かほりにて まくらも濡るる 袖の暁
観心寺の首塚を拝して
まめやかな 其のいさほしは 萬づ代も 朽せぬ楠の 残るいしふみ
東武へ送られし時の歌
あゆちなた（愛知潟の旧称） 友呼続（旧地名から）の 浜駆けて 千鳥もこころ ありげにぞ啼く
題しらず
野やこえむ 山路や越ん 道分けも 埋（うず）もれ果てて き（雪）ぞわづらふ
和風 報春 とけはてし こぞの氷柱も 解そめて かぜになごむる 人ごころかな
捕縛される直前に家族に遺した詩歌
長鯨海に横たわって驕り 妖気日を蔽って昏し 奈何んぞ春秋の義 世挙って空論に付す 黄言左腹に入り
羅織宗藩に在り 歉㸤既に地無し 痛哭聲毎に呑む 忽ち柴泥の詔に値ひ 遠く天闇より傳ふ
我が公感じかつ奮う 禍福いずくんぞ論ずるに遑ずらん 修攘幕府を翼け 正しくまさに至尊に答えんとす
皇天未だ過ち悔いず 逮捕禁垣驚く 決す此の螻蟻の微 飛粉また何ぞ怨みん ああただただ不肖
淵源無く学術す 歳壮にして虚名を得て 要地殊恩に浴す 感遇自ら揣らず 狂乱の翻るを撑えんと欲す
報撑淆埃無く 疎漏忽ち禍根 今日窮鞠に逢う あにまた平反を望まん 丹心尚ほ火の如し 誓って君冤を雪がんと欲す
生前未だ報ぜざるところ 竊に期す椒山の言

## 辞世の句
文久2年、徳川慶喜の幕政参与に伴う恩赦にて、吉左衛門・幸吉父子の遺骸を改葬した際に、吉左衛門の娘の詠める

## 登場作品
テレビドラマ
- 『徳川慶喜』（1998年、NHK大河ドラマ、演：村松克巳）
- 『篤姫』（2008年、NHK大河ドラマ、演：赤崎ひかる）